# Política identitária
Política de identidade ou política identitária (em inglês:  identity politics), ocasionalmente identitarismo, refere-se a posições políticas baseadas nos interesses e nas perspectivas de grupos sociais com que cidadãos se identificam. 
Políticas identitárias visam a moldar ações de agentes públicos e privados para que determinados grupos tenham suas reivindicações atendidas e ganhem visibilidade social. Tais grupos podem se formar a partir de uma grande quantidade de sinais identitários, tais como idade, gênero, orientação sexual, religião, classe social, etnia, raça, língua, nacionalidade, etc.
Aplicações contemporâneas da política de identidade descrevem povos de raça, etnia e sexo específicos, identidade de gênero, orientação sexual, idade, classe econômica, deficiências psicomotoras, educação, religião, língua, profissão, partido político, status de veterano e localização geográfica. Esses rótulos de identidade não são mutuamente exclusivos, mas são, em muitos casos, combinados em um ao descrever grupos hiperespecíficos (um conceito conhecido como interseccionalidade).
A política identitária está presente em ambos os lados do espectro político, mas é favorecida por populistas e liberais.